# Cine Olido

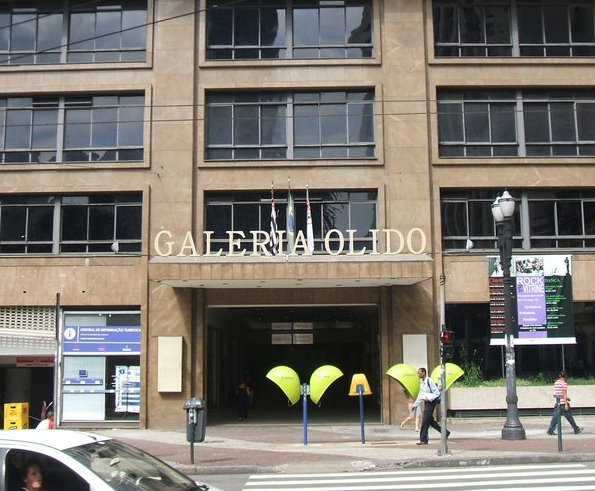

O Cine Olido é um cinema de rua da cidade São Paulo. Inaugurado em 13 de dezembro de 1957, com o filme Tarde Demais para Esquecer, foi o primeiro cine paulistano a funcionar dentro de uma galeria comercial.
Na década de 1980, a sala de cinema foi dividida em três menores. Encerrou suas atividades comerciais em 2001, mas foi restaurado pela Prefeitura Municipal de São Paulo e reaberto em 2004.
Recém-reformado, o Cine Olido teve o carpete da sala de exibição substituído por um piso emborrachado e pintura nova. O espaço modernizou ainda mais com a chegada do Circuito SP Cine, que conta hoje com equipamentos de ponta e uma programação regular.

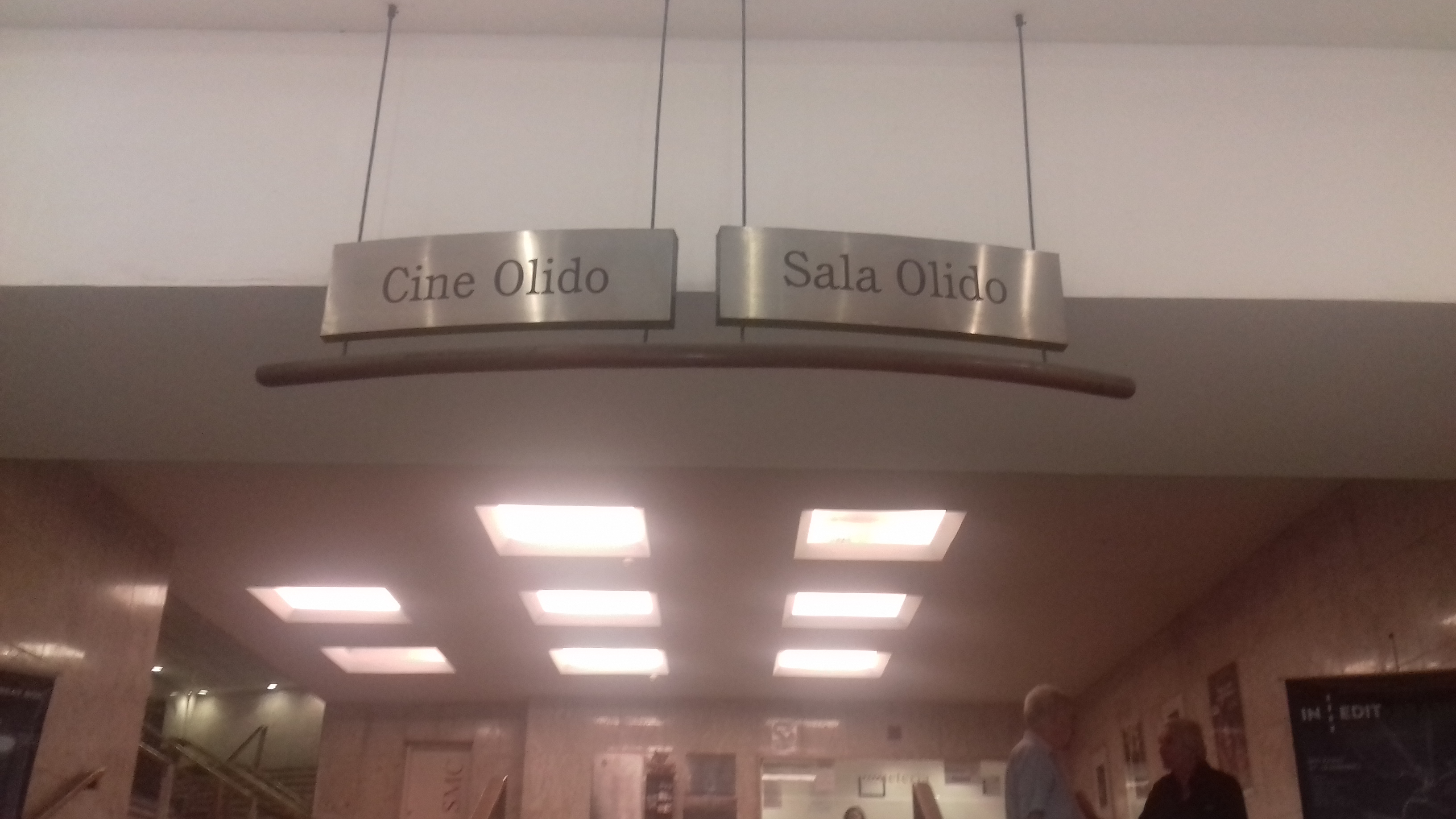
Placa da sala de cinema.

Hoje o espaço conta com o Circuito Spcine, que é a rede de salas de cinema da Prefeitura de São Paulo. São 20 espaços presentes, sobretudo, em bairros não atendidos pelas salas comercias. Com equipamentos de ponta para garantir qualidade de som e imagem, o Circuito Spcine apresenta semanalmente uma programação repleta de filmes nacionais e internacionais.O intuito do projeto é democratizar o acesso ao cinema e garantir mais telas para o cinema nacional.